# عبدالکریم القحطانی
عبدالکریم القحطانی (عربی: عبد الكريم عايض القحطاني؛ زادهٔ ۹ فوریهٔ ۱۹۹۳) یک بازیکن فوتبال اهل عربستان سعودی است.
از باشگاه‌هایی که در آن بازی کرده‌است می‌توان به الهلال عربستان اشاره کرد.

## تیم ملی
وی همچنین در تیم‌های ملی فوتبال زیر 23 سال و بزرگسالان عربستان سعودی بازی کرده است.